# Пропионовокислое брожение
Пропионовоки́слое броже́ние — вид брожения, при котором субстрат (как правило, моно- и дисахариды) сбраживается до пропионовой кислоты (пропионата) и уксусной кислоты (ацетата). Пропионовокислое брожение осуществляют преимущественно бактерии подпорядка Propionibacterineae класса Actinobacteria, обитающие в рубце и кишечнике жвачных животных.
Суммарное уравнение реакции пропионовокислого брожения: 1,5 глюкоза → 2 пропионат + ацетат + CO2.

## Бактерии
Пропионовокислое брожение осуществляют в основном бактерии подпорядка Propionibacterineae класса Actinobacteria, обитающие в рубце и кишечнике жвачных животных. Пропионовокислые бактерии относятся к коринеформным бактериям и могут осуществлять характерное снеппинг-деление, в результате чего образуются группы клеток в форме вилочек и палисадов. Это грамположительные неподвижные неспорообразующие палочки и могут существовать в микроаэрофильных условиях. У пропионовокислых бактерий есть короткая электрон-транспортная цепь и гемсодержащие ферменты (цитохромы и каталаза). Помимо брожения, они способны к анаэробному фумаратному дыханию и  фиксации CO2 в гетеротрофных условиях с помощью пируваткарбоксилазы и фосфоенолпируваткарбоксилазы.

## Механизм

Схема пропионовокислого брожения

Субстратом для пропионовокислых бактерий служат моно- и дисахариды, а также некоторые органические кислоты, однако, в отличие от молочнокислых бактерий, они не способны разлагать лактозу и никогда не встречаются в молоке.
Если субстратом для пропионовокислого брожения служат сахара, то они по пути гликолиза превращаются в пировиноградную кислоту (пируват), а если молочная кислота, то лактатдегидрогеназа окисляет её до пирувата. Далее пируват под действием фермента транскарбоксилазы превращается в щавелевоуксусную кислоту (оксалоацетат) при участии биотина в качестве кофермента. Биотин участвует в переносе карбоксильной группы от метилмалонил-КоА на пируват с образованием оксалоацетата и пропионил-КоА. Оксалоацетат восстанавливается до яблочной кислоты (малата) малатдегидрогеназой, используя NADH + H+ как донор электронов. Далее малат дегидратируется фумаразой с образованием фумаровой кислоты (фумарата), а она восстанавливается в янтарную кислоту (сукцинат) с затратой восстановленного FADH2 мембраносвязанным ферментом фумаратредуктазой, причём на этой стадии происходит образование АТФ за счёт окислительного фосфорилирования. Фумаратредуктазную систему пропионовокислых бактерий рассматривают как прототип сложных электрон-транспортных цепей аэробных организмов. Таким образом, у пропионовокислых бактерий наблюдается сопряжение процессов брожения и дыхания.
Далее сукцинат активируется коферментом А, который высвобождается при образовании пропионата из пропионил-КоА. Сукцинил-КоА преобразуется в метилмалонил-КоА за счёт перемещения метильной группы при помощи витамина B12 (цианокобаламина) — кофермента фермента мутазы. Метилмалонил-КоА выступает донором карбоксильной группы для пирувата, замыкая цикл.
Параллельно с описанным процессом пируват подвергается окислительному декарбоксилированию пируватдегидрогеназным комплексом с образованием ацетил-КоА, который далее преобразуется в ацетат с образованием АТФ. Многие пропионовокислые бактерии при сбраживании глюкозы две молекулы пирувата восстанавливают до пропионата, одну окисляют до уксусной кислоты, при этом общий энергетический выход составляет 3,5 молекулы АТФ на молекулу глюкозы.
Бактерия Clostridium propionicum осуществляет особый вариант брожения, сопровождающийся образованием пропионата, ацетата и углекислого газа, при этом одним из промежуточных продуктов выступает акрилоил-КоА. При этом процессе (его также называют акрилоил-КоА-путь) при сбраживании трёх молекул молочной кислоты (лактата) две служат донорами, а одна — акцептором электронов. Общий энергетический выход этого пути составляет всего 0,3 молекулы АТФ.

## Использование человеком
Пропионовокислое брожение происходит при приготовлении некоторых твёрдых сыров на стадии их дозревания. Кроме того, пропионовокислые бактерии являются источником витамина B12 для медицины.